# Gravensgade (Aalborg)
Gravensgade er en gågade i Aalborg Centrum. Gaden blev anlagt omkring 1550 på voldterrænet langs Vesterå, som var en del af byens befæstning. I 1930erne var Gravensgade og Vesterå en hovedfærdselsåre til Pontonbroen, indtil Vesterbro-gadegennembruddet og Limfjordsbroen blev indviet. Gravensgade blev indviet som Aalborgs første gågade i oktober 1963 under sloganet "Gå i gågaden – Gå i Gravensgade". 
I syd forbindes Gravensgade med Jernbanegade og Algade, mod nord er der forbindelse til Bispensgade og Vesterå. Man kan desuden komme til Aalborg Kloster via Latinergyden. Gravensgade huser en række udvalgsvarebutikker.
I 2011 blev Gravensgade til en Grøn Gade som fokuserer meget på miljø og energi. 